# Đa Phúc (huyện)
Đa Phúc là một huyện cũ thuộc tỉnh Vĩnh Phúc, sau là một huyện của tỉnh Vĩnh Phú.

## Địa lý
Huyện Đa Phúc có vị trí địa lý:
- Phía bắc giáp huyện Phổ Yên, tỉnh Thái Nguyên
- Phía nam giáp huyện Kim Anh
- Phía đông giáp huyện Hiệp Hòa, tỉnh Hà Bắc
- Phía tây giáp huyện Bình Xuyên.

## Lịch sử
Từ ngày 5 tháng 7 năm 1977, 2 huyện Đa Phúc và Kim Anh hợp nhất thành huyện Sóc Sơn, khi ấy thuộc tỉnh Vĩnh Phú. Từ ngày 29 tháng 12 năm 1978, huyện Sóc Sơn chuyển về trực thuộc thành phố Hà Nội.

## Hành chính
Huyện Đa Phúc có 14 đơn vị hành chính cấp xã trực thuộc, bao gồm 14 xã: Bắc Phú, Bắc Sơn, Đức Hòa, Hồng Kỳ, Kim Lũ, Nam Sơn, Phù Linh, Tân Hưng, Tân Minh, Tiên Dược, Trung Giã, Việt Long, Xuân Giang, Xuân Thu.